# Habitatge al carrer Bisbe Vilanova, 22 (Olot)
L'habitatge al carrer Bisbe Vilanova, 22 és una obra d'Olot (Garrotxa) inclosa a l'Inventari del Patrimoni Arquitectònic de Catalunya.

## Descripció
És un edifici de planta baixa. Presenta una gran porta emmarcada i decorada amb relleus vegetals a la llinda. Les finestres laterals tenen la mateixa estructura i decoració que la porta, però amb una barana de pedra decorada amb motius vegetals. La part alta de la casa presenta unes petites obertures de ventilació decorades.